# Jan Oktavián Kinský z Vchynic a Tetova
Jan Oktavián Kinský z Vchynic a Tetova (německy Johann Oktavian Kinsky von Wchinitz und Tettau; 1604 nebo 1612 – 4. května 1679 Praha), byl český šlechtic z hraběcí linie rodu Kinských.

## Život
Narodil se v roce 1612 (podle některých zdrojů 1604) jako syn Václava III. Kinského a jeho manželky Elišky (Alžběty) Krajířové z Krajku.
Na rozdíl od svého otce, který měl život plný zvratů a bojů s panovníky, si Jan Oktavián zvolil cestu menšího odporu. Zůstával pod velkorysou ochranou císaře Ferdinanda II. Prostřednictvím panovníkovy moci získal veliký majetek a stal se zakladatelem velkého bohatství rodu Kinských. Císař Ferdinand III. jej jmenoval svým prvním komorníkem, tajným radou a nejvyšším hofmistrem a roku 1647 praefectus aulae regiae v Čechách. 31. května 1676 mu císař potvrdil hraběcí hodnosti udělené 8. července 1628 jeho strýci Vilémovi.
Jan Oktavián také založil rodovou hrobku v jezuitském kostele Nejsvětějšího Salvátora v pražském Klementinu.

## Rodina
25. května 1628 se v Praze oženil se s Markétou Magdalenou hraběnkou z Porcie (1608–1654). Manželé měli dva syny a dvě dcery:
- Františka Oldřicha (1634–1699)
- Václava Norberta (1642–1719), prvního hraběte z rodu Kinských.
- Marii Alžbětu a
- Silvii Kateřinu, 17. října 1684 provdaná za hraběte Františka Josefa Šlika

V roce 1687 byl Václavovým synům, staršímu Františku Oldřichovi a mladšímu Václavu Norbertovi, kteří oba zastávali úřad nejvyššího kancléře Království českého, potvrzen říšský hraběcí titul. Rod se poté rozdělil mezi dva syny mladšího Václava Norberta, rovněž oba čeští nejvyšší kancléři:
I. hraběcí linie po Františku Ferdinandovi (1678–1741) a
II. knížecí linie po jeho bratrovi Filipu Josefovi (1700–1749).